# Linus Malmborg (friidrottare)
Linus Malmborg, född 1974, är en svensk före detta landslagsman i längdhopp. Han tävlade för Heleneholms IF. Linus Malmborg tog bronsmedaljer vid SM 1998 och 2001 och deltog även på Finnkampen dessa år. Vid SM inomhus tog han bronsmedaljer 1993 och 2001 och silvermedalj 2002. 1992 var han med och slog det svenska juniorrekordet på 4x100m tillsammans med Patrik Lövgren, Anders Hansson och Ola Wagner (ett rekord som skulle stå sig 28 år innan Ullevi slog det).

## Personliga rekord
60m: 6.93
100m: 10.91
Längdhopp: 7.55